# Luiz Schiavon
Luiz Antônio Schiavon Pereira (São Paulo, 5 de outubro de 1958 – Osasco, 15 de junho de 2023) foi um compositor e instrumentista brasileiro, mais conhecido como membro-fundador do grupo musical paulistano RPM, do qual foi compositor e arranjador de quase todas as músicas.

## Biografia
Filho do comerciante Edmundo Pereira e de dona Edméia Schiavon, quando menino, ele queria praticar judo, mas sua mãe insistiu que ele estudasse piano. Formou-se no Conservatório Mário de Andrade, em São Paulo em 1977. Chegou a cursar a Faculdade de Arquitetura.
Começou a tocar em uma banda cover do Deep Purple, no dia em que o grupo se separou conheceu Paulo Ricardo, com quem formaria o RPM. Antes do RPM, criaram o Aura, com forte influência de rock progressivo, que durou cerca de um ano e meio.
Foi a primeira pessoa no país em 1985, a colocar um computador no palco, sendo os sintetizadores sua marca registrada.
Depois do fim do RPM, faz parte de uma banda pop-rock chamada Projeto "S". Foi lançado apenas um álbum em um selo independente, com venda de 15 mil cópias.
Em 1991, assinou com a gravadora Stilleto, especializada em dance music. Foi lançado um single, de nome Alice no País do Espelho, com os vocais divididos entre a cantora Patrícia Coelho e o vocalista Tzaga Silos.
Em 1992, foi convidado a desenvolver um complexo trabalho de shows ao ar livre, mais ou menos nos moldes das apresentações do tecladista francês Jean-Michel Jarre, destinado a grandes plateias e com interferência nas cidades, utilizando elementos da arquitetura para projeções e estações de lasers. Este projeto durou 2 anos, patrocinado pelo Bamerindus, teve cerca de 40 apresentações por todo o sul do Brasil, de São Paulo ao Rio Grande do Sul, culminando com um show em Curitiba, na entrega do restaurado Palácio Avenida, para 50 mil espectadores. Com o final deste projeto, Luís prefere deixar definitivamente os palcos.
Em 1996 inicia um novo tipo de trabalho, compondo trilhas sonoras para novelas da Rede Globo, sendo responsável pelas trilhas de O Rei do Gado, Terra Nostra, Esperança, e Mad Maria.
Em 2002, volta ao RPM para realização de trabalho na MTV e quase dois anos de turnê.
Em 2004, juntamente com o ex-guitarrista do RPM Fernando Deluqui, formam a banda LS&D, na qual a faixa "Madrigal" é escolhida para ser a música de abertura da novela da TV Globo Cabocla. Com o LS&D lançaram apenas um disco.
Dirigiu de 2004 a 2010 a banda do Domingão do Faustão, programa semanal exibido pela Rede Globo aos domingos.
Em 2011, volta para um novo projeto com RPM, onde lança o álbum duplo Elektra e seguem em turnê durante 5 anos.
Um ano depois, em 2018, 3 dos 4 integrantes do RPM decidem que a banda deve continuar sem Paulo Ricardo, que prefere continuar na carreira solo.
Entre 2020 e 2022, se afastou por 18 meses das atividades do RPM devido a uma doença autoimune não revelada.
Em 15 de Junho de 2023, novamente internado em um hospital de Osasco, na Grande São Paulo, devido a uma intervenção cirúrgica, não resistiu e veio a óbito aos 64 anos.

## Equipamento utilizado
Roland JX-3P, Roland Jupiter-6, Roland Jupiter-8, Roland Juno-6, Roland Juno-60, Roland Juno-106, Roland V-Synth, Roland SH-201, Roland XV-88, Roland AXIS (MIDI Keyboard), Nord Lead 3, Yamaha CP-80, Oberheim Matrix 6, Mirage Ensoniq, Piano Yamaha CP-70,Yamaha DX-7, Tokai TX-5 Classic, Computador Microtec XT-PAQ
Schiavon também aparece em vários shows e fotos com o Quadrasynth (Alesis), um sintetizador de pouco sucesso no Brasil e sem alguns recursos populares de outros teclados, porém com som forte.